# Nekrolog 1743
Nekrolog
◄◄
| ◄
| 1739
| 1740
| 1741
| 1742
| 1743 | 1744 | 1745 | 1746 | 1747 | ► | ►►
Weitere Ereignisse | Allgemeiner Nekrolog 1743
Die Beschreibung der verstorbenen Person sollte so kurz wie möglich gehalten sein und nur deren signifikante Tätigkeit(en) enthalten.
Neue Namen ggf. auch unter dem Geburts- und Sterbedatum, also etwa unter 1. Januar und im Geburts- und Sterbejahr (2024) eintragen (nur bei entsprechender großer Wichtigkeit). Für Beispiele siehe die schon vorhandenen Artikel.
Außerdem über die fünf zuletzt Verstorbenen, zu denen es einen ausreichend guten Artikel für eine Präsentation auf der Hauptseite gibt, nach der todesbedingten Überarbeitung der Artikel ggf. auch unter Wikipedia Diskussion:Hauptseite informieren und sie am besten auch in den anderen Wikipedia-Sprachversionen eintragen. Tipp: Regelmäßig bei news.google.de nach „ist tot“, „gestorben“ oder „verstorben“ suchen.
Wenn eine Person gestorben ist, gibt es viele Seiten zu dieser Person in der Wikipedia, die davon auch betroffen sind und entsprechend aktualisiert werden müssen. Beispiele: Namenübersichtsseite, Geburtsjahr, Geburtsort-Seiten und viele mehr.
Wie finde ich die betroffenen Seiten?
Im Suchfeld auf der linken Seite gibt man den Suchbegriff so ein: „Vorname Nachname“. Dann klickt man auf Volltext und alle Seiten mit entsprechendem Suchtext werden aufgerufen. Hier sieht man dann schnell, wo auch das Todesjahr Sinn macht oder sogar ein Teil des Artikels angepasst werden muss. Auch hilft das „Werkzeug“ auf der linken Seite sehr gut, um solche Seiten aufzufinden: „Links auf diese Seite“. Somit ist die Wikipedia wieder aktuell in allen Bereichen! Hinweis: bei Eintragung der Kategorie „Gestorben JAHR“ wird der Missbrauchsfilter 49 ausgelöst, was jedoch nicht schlimm ist. Siehe: Spezial:Missbrauchsfilter/49
Dies ist eine Liste von im Jahr 1743 verstorbenen bekannten Persönlichkeiten. Die Einträge erfolgen innerhalb der einzelnen Daten alphabetisch sortiert. Tiere sind im Nekrolog für Tiere zu finden.

## Januar
| Tag        | Name                             | Beruf, bekannt als                                                   | Alter | Beleg |
| ---------- | -------------------------------- | -------------------------------------------------------------------- | ----- | ----- |
| 1. Januar  | Johann Lorenz Pfeiffer           | deutscher lutherischer Theologe und Geistlicher                      | 80    |       |
| 3. Januar  | Ferdinando Galli da Bibiena      | italienischer Architekt und Bühnenbildner                            | 86    |       |
| 3. Januar  | Johann Balthasar Ritter          | deutscher lutherischer Theologe, Pfarrer und Kirchenhistoriker       | 68    |       |
| 5. Januar  | Friedrich Siegmund von Waldow    | königlich-preußischer Generalmajor                                   |       |       |
| 7. Januar  | Guillaume-Hyacinthe Bougeant     | französischer Jesuit, Theologe, Historiker, Dramatiker und Polemiker | 52    |       |
| 7. Januar  | Hermann Münter                   | Kaufmann und Bürgermeister der Hansestadt Lübeck                     |       |       |
| 7. Januar  | Anna Sophie von Reventlow        | Gemahlin des dänischen Königs Friedrich IV.                          | 49    |       |
| 9. Januar  | Maximilian von Rampusch          | preußischer Generalmajor                                             |       |       |
| 12. Januar | Peter Adolf Boysen               | deutscher evangelischer Theologe, Philosoph und Historiker           | 52    |       |
| 12. Januar | Camillo Cibo                     | italienischer Geistlicher, Bischof und Kardinal                      | 61    |       |
| 14. Januar | Johan Jacob Döbelius             | deutscher Arzt und Hochschullehrer in Schweden                       | 68    |       |
| 12. Januar | Johann Friedrich Hertel          | deutscher Rechtswissenschaftler                                      | 75    |       |
| 14. Januar | Johann Christoph von Seherr-Thoß | kaiserlicher Feldmarschall                                           | 72    |       |
| 15. Januar | Christian August Freyberg        | Rektor der Dresdner St.-Annen-Schule, Schriftsteller und Lieddichter | 58    |       |
| 27. Januar | Pietro Maria Pieri               | italienischer Kardinal                                               | 66    |       |
| 29. Januar | André-Hercule de Fleury          | französischer Kardinal und Staatsmann                                | 89    |       |
| 30. Januar | Niccolò del Giudice              | italienischer Kardinal                                               | 82    |       |

## Februar
| Tag         | Name                             | Beruf, bekannt als                                                                                          | Alter | Beleg |
| ----------- | -------------------------------- | --- | ----- | ----- |
| 1. Februar  | Giuseppe Ottavio Pitoni          | italienischer Komponist des Barock                                                                          | 85    |       |
| 1. Februar  | Jacob Friedrich Reimmann         | deutscher lutherischer Theologe, Pädagoge, Historiker und Philosoph                                         | 75    |       |
| 2. Februar  | Martino Bitti                    | italienischer Komponist und Violinist des Barock                                                            |       |       |
| 3. Februar  | Franz Callenbach                 | deutscher jesuitischer Autor satirischer Schuldramen der Barockzeit                                         | 80    |       |
| 4. Februar  | Otto Casimir von der Schulenburg | kurfürstlich-sächsischer und königlich-polnischer Kammerjunker, Domherr zu Merseburg und Rittergutsbesitzer | 37    |       |
| 7. Februar  | Johann Friedrich Cassebohm       | deutscher Humanmediziner und Professor für Anatomie                                                         |       |       |
| 7. Februar  | Gottfried Adolph Daum            | Kaufmann, Unternehmer und Bankier in Preußen                                                                | 63    |       |
| 7. Februar  | Lodovico Giustini                | italienischer Komponist und Organist                                                                        | 57    |       |
| 8. Februar  | Johann Georg Ehrlich             | Dresdner Kaufmann und Ratsherr und Begründer einer Armenstiftung                                            | 66    |       |
| 8. Februar  | Traugott Gerber                  | deutscher Mediziner und Botaniker                                                                           | 33    |       |
| 8. Februar  | Jón Árnason                      | isländischer Geistlicher, Bischof von Skálholt                                                              |       |       |
| 17. Februar | Johann Georg Palm                | deutscher lutherischer Theologe                                                                             | 45    |       |
| 18. Februar | Anna Maria Luisa de’ Medici      | Ehefrau von Johann Wilhelm, Kurfürst von der Pfalz                                                          | 75    |       |
| 18. Februar | Wilhelm Hyacinth                 | Fürst von Nassau-Siegen, Prinz von Oranien                                                                  | 76    |       |
| 22. Februar | Johann Justus Berkelmann         | deutscher lutherischer Theologe und Generalsuperintendent der Generaldiözesen Alfeld und Grubenhagen        | 64    |       |
| 26. Februar | Johann Heinrich Montanus         | deutscher katholischer Priester                                                                             | 62    |       |

## März
| Tag      | Name                                        | Beruf, bekannt als                                       | Alter | Beleg |
| -------- | ------------------------------------------- | -------------------------------------------------------- | ----- | ----- |
| 1. März  | Gottfried Behrndt                           | deutscher Amtmann, Genealoge und Schriftsteller          | 49    |       |
| 2. März  | Michael Kulenkamp                           | deutscher Jurist                                         | 64    |       |
| 3. März  | Peter Faneuil                               | US-amerikanischer Kaufmann                               | 42    |       |
| 6. März  | Samuel Uhlig                                | deutscher Strumpfwirker                                  | 71    |       |
| 7. März  | Claude François Bidal, 1er marquis d’Asfeld | französischer Offizier, zuletzt Marschall von Frankreich | 77    |       |
| 15. März | Johann Christian Kirchmayer                 | deutscher reformierter Theologe                          | 68    |       |
| 16. März | Jean-Baptiste Matho                         | französischer Komponist des Barock                       | 80    |       |
| 17. März | Dorothea Wilhelmine von Sachsen-Zeitz       | Landgräfin von Hessen-Kassel                             | 51    |       |
| 20. März | Jean Beausire                               | französischer Architekt                                  | 92    |       |
| 21. März | Philipp Karl von Eltz-Kempenich             | Kurfürst und Erzbischof des Bistums Mainz                | 77    |       |
| 21. März | Johann Leonhard Frisch                      | deutscher Naturforscher und Kupferstecher                | 77    |       |
| 27. März | Theresia Emanuela von Bayern                | Prinzessin von Bayern                                    | 19    |       |
| 28. März | Karl Friedrich                              | Herzog von Sachsen-Meiningen                             | 30    |       |
| 29. März | Theresia Benedicte von Bayern               | Kurfürstin von Sachsen, Künstlerin                       | 17    |       |

## April
| Tag       | Name                                          | Beruf, bekannt als                                                                | Alter | Beleg |
| --------- | --------------------------------------------- | --------------------------------------------------------------------------------- | ----- | ----- |
| 2. April  | Jean-Baptiste de Grécourt                     | französischer Dichter                                                             |       |       |
| 3. April  | Johann Georg Mentzel                          | deutscher Kupferstecher                                                           |       |       |
| 3. April  | Arnold Christoph von Waldow                   | preußischer Militär und Adliger, Gouverneur von Breslau                           | 70    |       |
| 4. April  | Daniel Neal                                   | englischer reformierter Geistlicher und Kirchenhistoriker                         | 64    |       |
| 10. April | Jean-Pierre Bergier                           | Schweizer evangelischer Geistlicher                                               |       |       |
| 12. April | Georg Caspari                                 | deutsch-baltischer lutherischer Theologe                                          | 59    |       |
| 12. April | Augustine Washington                          | Vater von George Washington                                                       |       |       |
| 13. April | George Cheyne                                 | schottischer Arzt und Vegetarier, Vorläufer der Psychologie                       |       |       |
| 13. April | Eleonore Charlotte von Württemberg-Mömpelgard | Prinzessin von Württemberg-Mömpelgard, durch Heirat Herzogin von Württemberg-Oels | 86    |       |
| 13. April | Maximilian Carl von Martial                   | pfälzischer Generalfeldmarschall, Generaladjutant, Geheimer Rat und Oberamtmann   |       |       |
| 16. April | Cornelis van Bynkershoek                      | niederländischer Jurist                                                           | 69    |       |
| 16. April | Georg Konrad Rieger                           | württembergischer pietistischer Geistlicher                                       | 56    |       |
| 18. April | Alexander von Beaufort                        | preußischer Generalmajor, Erbherr von Diesdonk bei Geldern                        | 59    |       |
| 20. April | François Desportes                            | französischer Maler des Rokoko                                                    | 82    |       |
| 25. April | Christian Weise                               | deutscher lutherischer Theologe                                                   | 39    |       |
| 29. April | Charles Irénée Castel de Saint-Pierre         | französischer Geistlicher, Publizist, Philosoph und Schriftsteller                | 85    |       |
| 29. April | Michel-Charles Le Cène                        | französisch-niederländischer Musikverleger und Drucker                            |       |       |

## Mai
| Tag     | Name                                         | Beruf, bekannt als                                                                                        | Alter | Beleg |
| ------- | -------------------------------------------- | --- | ----- | ----- |
| 1. Mai  | Maria Magdalena von Österreich               | Erzherzogin von Österreich                                                                                | 54    |       |
| 2. Mai  | Christian August Hausen der Jüngere          | deutscher Mathematiker, Astronom, Mineraloge und Physiker                                                 | 49    |       |
| 3. Mai  | Johann Anderson                              | deutscher Rechtsgelehrter, Hamburger Bürgermeister sowie Natur- und Sprachforscher                        | 69    |       |
| 3. Mai  | Tobias Jakob Reinharth                       | Rechtswissenschaftler und Hochschullehrer                                                                 | 58    |       |
| 3. Mai  | Moritz Georg Weidmann                        | Buchhändler, Verleger, Königlich Polnischer und Kurfürstlich Sächsischer Hof- und Akzisrat Hofbuchhändler | 57    |       |
| 4. Mai  | Katharina von Altenbockum                    | Mätresse des polnischen Königs August II.                                                                 | 62    |       |
| 5. Mai  | Dorothea Maria Graff                         | Blumen- und Insektenmalerin, Kupferstecherin, Akademielehrerin und Kuratorin                              |       |       |
| 9. Mai  | Karl Friedrich Gottlieb zu Castell-Remlingen | deutscher Landesherr und General                                                                          | 64    |       |
| 10. Mai | Melusine von der Schulenburg                 | Mätresse des englischen Königs Georg I.                                                                   | 75    |       |
| 11. Mai | Francesco Stradivari                         | italienischer Geigenbauer                                                                                 | 72    |       |
| 14. Mai | Johann Schaevius                             | deutscher Jurist und Syndicus der Hansestadt Lübeck                                                       | 63    |       |
| 15. Mai | Antoine-Tristan Danty d’Isnard               | französischer Botaniker                                                                                   | 80    |       |
| 17. Mai | Hans Friedrich von Platen                    | königlich preußischer General der Kavallerie                                                              | 75    |       |
| 26. Mai | Johann Jakob Schmid                          | württembergischer evangelischer Pfarrer                                                                   | 71    |       |
| Mai     | Isaac Rand                                   | englischer Apotheker und Botaniker                                                                        |       |       |

## Juni
| Tag      | Name                                         | Beruf, bekannt als                                                   | Alter | Beleg |
| -------- | -------------------------------------------- | -------------------------------------------------------------------- | ----- | ----- |
| 4. Juni  | Xaver Ernbert Fridelli                       | Kartograph, Jesuit und Missionar                                     | 70    |       |
| 9. Juni  | Louis Lémery                                 | französischer Mediziner und Chemiker                                 | 66    |       |
| 12. Juni | Johann Bernhard Bach der Jüngere             | deutscher Komponist und Organist, Sohn von Johann Christoph Bach III | 42    |       |
| 13. Juni | Jacob von Melle                              | deutscher lutherischer Theologe, Polyhistor und Autor                | 83    |       |
| 16. Juni | Louise Françoise de Bourbon                  | Tochter von König Ludwig XIV.                                        | 70    |       |
| 16. Juni | Johann Wilhelm Widmann                       | deutscher Mediziner, Stadtarzt in Nürnberg, Mitglied der Leopoldina  | 53    |       |
| 20. Juni | Saif ibn Sultan II.                          | Imam von Oman (1718–1743)                                            |       |       |
| 27. Juni | Charles Auguste de Rochechouart de Mortemart | französischer Adliger, Militär und Hofbeamter                        | 28    |       |
| 29. Juni | François-Honoré de Maniban                   | Bischof von Mirepoix, Erzbischof von Bordeaux                        |       |       |

## Juli
| Tag      | Name                                   | Beruf, bekannt als                                            | Alter | Beleg |
| -------- | -------------------------------------- | ------------------------------------------------------------- | ----- | ----- |
| 2. Juli  | Spencer Compton, 1. Earl of Wilmington | britischer Politiker, Premierminister (1742–1743)             |       |       |
| 3. Juli  | Justus Hermann Ludwig Beneken          | Pastor und Superintendent für Lauenburg                       |       |       |
| 5. Juli  | Johann Gabriel Schleich                | deutscher Maler                                               | 32    |       |
| 6. Juli  | Chajim b. Mose Attar                   | maghrebinischer Kabbalist                                     |       |       |
| 9. Juli  | Benedict Heinrich Thering              | deutscher lutherischer Geistlicher                            | 64    |       |
| 15. Juli | Johann David Fabarius                  | deutscher Jurist und Bürgermeister von Bergen auf Rügen       | 56    |       |
| 16. Juli | Henrik Magnus Buddenbrock              | königlich-schwedischer Generalleutnant                        | 57    |       |
| 18. Juli | Johann Hermann Schmincke               | deutscher Historiker und Professor an der Universität Marburg | 58    |       |
| 22. Juli | Heinrich Cornelius Hecker              | deutscher Theologe und Kirchenlieddichter                     | 43    |       |
| 25. Juli | Jakob Carmon                           | deutscher Rechtswissenschaftler                               | 66    |       |

## August
| Tag        | Name                                       | Beruf, bekannt als                                                                    | Alter | Beleg |
| ---------- | ------------------------------------------ | ------------------------------------------------------------------------------------- | ----- | ----- |
| 1. August  | Richard Savage                             | englischer Dichter                                                                    | 46    |       |
| 3. August  | Claude Guillaumot de la Bergerie           | Hofprediger und Prediger der französisch-reformierten Gemeinde in Hannover            |       |       |
| 5. August  | Jakob Pawanger                             | deutscher Baumeister                                                                  | 62    |       |
| 10. August | Lodovico Pico della Mirandola              | italienischer Kardinal                                                                | 74    |       |
| 14. August | Jacob Eckart von Wobeser                   | kursächsischer Amtshauptmann, Kammerherr, Bergrat und Landeshauptmann der Oberlausitz |       |       |
| 15. August | Jacques François de Chastenet de Puységur  | französischer Militärtaktiker, Marschall von Frankreich                               | 87    |       |
| 15. August | Georg Werner von der Schulenburg           | königlich preußischer Oberst und Kommandant der Festung Pillau                        | 53    |       |
| 16. August | Matthias Klotz                             | Geigenbauer und Begründer des Geigenbaus in Mittenwald                                |       |       |
| 18. August | Jean-Baptiste Du Halde                     | französischer Jesuit und Geograph, Autor der „Description de la Chine“                | 69    |       |
| 18. August | Johanna Sophie zu Hohenlohe-Langenburg     | deutsche Adlige und durch Heirat Gräfin zu Schaumburg-Lippe                           | 69    |       |
| 19. August | Damian Hugo Philipp von Schönborn-Buchheim | Kardinal und Fürstbischof von Speyer und Konstanz                                     | 66    |       |
| 20. August | Ernst August von der Schulenburg           | kurfürstlich braunschweig-lüneburgischer Brigadier                                    | 50    |       |
| 22. August | Lieve Geelvinck                            | Bürgermeister von Amsterdam                                                           | 67    |       |
| 25. August | Andreas Kaempfer                           | deutscher Orientalist, Pfarrer und Hebraist                                           | 85    |       |
| 27. August | Matthias Sigismund Biechteler              | Salzburger Komponist und Hofkapellmeister                                             | 72    |       |
| 30. August | Johann David Widderich                     | Lübecker Kaufmann und Ratsherr                                                        |       |       |

## September
| Tag           | Name                       | Beruf, bekannt als                                            | Alter | Beleg |
| ------------- | -------------------------- | ------------------------------------------------------------- | ----- | ----- |
| 7. September  | Johann Peter von Ludewig   | Historiker                                                    | 75    |       |
| 8. September  | Alexander Károlyi          | ungarischer Adeliger, Gutsbesitzer und Obergespan von Sathmar | 74    |       |
| 14. September | Georg von Bertouch         | Komponist und General                                         |       |       |
| 14. September | Nicolas Lancret            | französischer Maler                                           | 53    |       |
| 15. September | Karl Adolf von Huss        | preußischer Kammerrat und Stadtpräsident Magdeburg            |       |       |
| 21. September | Jai Singh II.              | Maharaja                                                      | 54    |       |
| 23. September | Erik Benzelius der Jüngere | schwedischer Theologe und Erzbischof                          | 68    |       |

## Oktober
| Tag         | Name                             | Beruf, bekannt als                 | Alter | Beleg |
| ----------- | -------------------------------- | ---------------------------------- | ----- | ----- |
| 3. Oktober  | Georg Adam Ostertag              | Scharfrichter und Wasenmeister     |       |       |
| 4. Oktober  | John Campbell, 2. Duke of Argyll | Mitglied des britischen Hochadels  | 62    |       |
| 4. Oktober  | Henry Carey                      | englischer Dichter und Komponist   |       |       |
| 9. Oktober  | Wenzel Lorenz Reiner             | Maler des Barock in Böhmen         | 54    |       |
| 9. Oktober  | Michail Grigorjewitsch Semzow    | russischer Architekt des Barock    |       |       |
| 15. Oktober | Bonaventura Barberini            | italienischer Geistlicher          | 68    |       |
| 26. Oktober | Erhard Ernst von Röder           | preußischer Generalfeldmarschall   | 78    |       |
| Oktober     | Tomás Pinto Brandão              | portugiesischer Lyriker            |       |       |
| Oktober     | Hermann Ulrich von Lingen        | deutscher Historiker und Gelehrter | 48    |       |

## November
| Tag          | Name                         | Beruf, bekannt als                                            | Alter | Beleg |
| ------------ | ---------------------------- | ------------------------------------------------------------- | ----- | ----- |
| 1. November  | Eustache Restout             | französischer Architekt und Maler                             | 87    |       |
| 4. November  | Franz Christoph von Rodt     | österreichischer Feldmarschalleutnant und Feldzeugmeister     | 72    |       |
| 5. November  | Friedrich Wilhelm von Borcke | königlich-preußischer Generalmajor und Kommandant von Kolberg |       |       |
| 11. November | Johannes Balthasar Wernher   | deutscher Rechtswissenschaftler und Mathematiker              |       |       |
| 13. November | Anna Catharina vom Büchel    | Zionitin und Zionsmutter                                      | 45    |       |
| 16. November | Maria Magdalena Böhmer       | deutsche Dichterin geistlicher Lieder                         | 74    |       |
| 21. November | Ernst Gotthold Struve        | deutscher Mediziner                                           | 29    |       |

## Dezember
| Tag          | Name                                   | Beruf, bekannt als                                                                            | Alter | Beleg |
| ------------ | -------------------------------------- | --------------------------------------------------------------------------------------------- | ----- | ----- |
| 4. Dezember  | Ernst Ludwig von Gemmingen             | hessen-darmstädtischer Regierungs- und Konsistorialpräsident                                  | 58    |       |
| 5. Dezember  | Georg Ludwig von Berghes               | Fürstbischof von Lüttich                                                                      |       |       |
| 9. Dezember  | Louis II. de Pardaillan de Gondrin     | französischer Aristokrat, Militär und Freimaurer                                              | 36    |       |
| 11. Dezember | Alexander Bernhard von Spaen           | königlich-preußischer Generalmajor, residierender Komtur des Johanniter-Ordens in Wietersheim | 73    |       |
| 13. Dezember | Giuseppe Torretti                      | italienischer Bildhauer                                                                       | 79    |       |
| 15. Dezember | Johann Gerhard Meuschen                | deutscher Theologe und Geistlicher                                                            | 63    |       |
| 16. Dezember | Dietrich Siegfried Clässen             | reformierter Theologe                                                                         | 58    |       |
| 16. Dezember | Jakob Sigismund von Reinach-Steinbrunn | Fürstbischof von Basel                                                                        | 60    |       |
| 23. Dezember | Pierre Couplet                         | französischer Bauingenieur                                                                    |       |       |
| 28. Dezember | August Simon Lindholtz                 | deutscher Jurist und Bürgermeister der Hansestadt Lübeck                                      |       |       |
| 29. Dezember | Hyacinthe Rigaud                       | Porträtmaler des französischen Ancien Régime                                                  | 84    |       |
| Dezember     | Fra Galgario                           | italienischer Maler                                                                           | 88    |       |

## Datum unbekannt
| Tag                    | Name                                                             | Beruf, bekannt als                                                                              | Alter | Beleg |
| ---------------------- | ---------------------------------------------------------------- | ----------------------------------------------------------------------------------------------- | ----- | ----- |
|                        | Michael Dahl                                                     | schwedischer Porträt- und Hofmaler                                                              |       |       |
|                        | Rudolph Matthias Dallin                                          | Baumeister                                                                                      |       |       |
|                        | Kaspar Wilhelm von Düringshofen                                  | preußischer Oberst und Regimentschef                                                            |       |       |
|                        | Deumar Tendzin Phüntshog                                         | Pharmakologe der traditionellen tibetischen Medizin, Verfasser einer bedeutenden Materia Medica |       |       |
|                        | Antonio Filocamo                                                 | italienischer Maler                                                                             |       |       |
|                        | Paolo Filocamo                                                   | italienischer Maler                                                                             |       |       |
|                        | Kasper von Fresin                                                | preußischer Oberst und Regimentschef                                                            |       |       |
|                        | Christoph von Graffenried                                        | Schweizer Politiker; Gründer der Kolonie New Bern in North Carolina                             |       |       |
|                        | Hieronymus Hassenberg                                            | norddeutscher Bildhauer des Barock                                                              |       |       |
|                        | Johann Georg Keyßler                                             | deutscher Reiseschriftsteller, Prähistoriker und Hauslehrer                                     |       |       |
|                        | Dominink Kossakowski                                             | litauischer Politiker                                                                           |       |       |
|                        | Thomas Lediard                                                   | englischer Schriftsteller, Diplomat und Landvermesser                                           |       |       |
|                        | Robert Le Lorrain                                                | französischer Bildhauer des Barock                                                              |       |       |
| Johann Christian Loers | deutscher reformierter Geistlicher, Theologe und Hochschullehrer |                                                                                                 |       |       |
|                        | Georg Heimbert von Mackerodt                                     | preußischer Oberstleutnant, Kommandeur des altpreußischen Husarenregiments H 5 und Adeliger     |       |       |
|                        | Johann Maritz                                                    | Schweizer Stückgiesser und Erfinder                                                             |       |       |
|                        | Ursula Meyer                                                     | Schweizer Pietistin und Mystikerin                                                              |       |       |
|                        | Johann Michael Müller                                            | deutscher Organist und Komponist des Spätbarock                                                 |       |       |
|                        | Litterio Paladini                                                | italienischer Maler                                                                             |       |       |
|                        | François Gayot de Pitaval                                        | französischer Jurist und Autor                                                                  |       |       |
|                        | Michael Pröbstl                                                  | Baumeister in München                                                                           |       |       |
|                        | Ignaz Albrecht Provisore                                         | italienischer Stuckateur                                                                        |       |       |
|                        | Conradin Riola                                                   | Schweizer reformierter Geistlicher und theologischer Schriftsteller                             |       |       |
|                        | Edward Scarlett                                                  | englischer Erfinder                                                                             |       |       |
|                        | Johann Gottfried Schreiber                                       | württembergischer Maler                                                                         | 69    |       |
|                        | Paulus Seeger                                                    | Abt                                                                                             |       |       |
|                        | Joachim Heinrich Sibrand                                         | deutscher Rechtsgelehrter, Richter am Wismarer Tribunal                                         |       |       |
|                        | Johann Caspar Sperling                                           | deutscher Orgelbauer                                                                            |       |       |
|                        | Giovanni Tuccari                                                 | sizilianischer Maler des Barock                                                                 |       |       |